# 金一鸣
金一鸣（1934年—2012年），男，上海川沙人，中国教育学家，曾任华东师范大学教授、博士生导师。